# Теорема Мардена
Теорема Мардена даёт геометрическую связь между нулями комплексного многочлена третьей степени и нулями его производной:

Теорема Мардена

| Предположим, что нули z1, z2, z3 многочлена {\displaystyle \scriptstyle p(z)} третьей степени неколлинеарны. Существует единственный эллипс, вписанный в треугольник с вершинами z1, z2, z3 и касающийся его сторон в серединах: эллипс Штейнера. Фокусы этого эллипса и есть нули производной {\displaystyle \scriptstyle p'(z)}. |

Марден приписывает теорему Йоргу Сибеку (нем. Jörg  Siebeck) и приводит 9 ссылок на статьи, которые включают варианты данной теоремы.